# Prototrochus angulatus
Prototrochus angulatus is een zeekomkommer uit de familie Myriotrochidae.
De wetenschappelijke naam van de soort werd in 1977 gepubliceerd door George M. Belyaev & Alexander Mironov.